# Lect
Lect és un municipi francès situat al departament del Jura i a la regió de Borgonya - Franc Comtat. L'any 2007 tenia 381 habitants.

## Demografia

### Població
El 2007 la població de fet de Lect era de 381 persones. Hi havia 151 famílies de les quals 40 eren unipersonals (16 homes vivint sols i 24 dones vivint soles), 48 parelles sense fills, 55 parelles amb fills i 8 famílies monoparentals amb fills.
La població ha evolucionat segons el següent gràfic:
Habitants censats

### Habitatges
El 2007 hi havia 199 habitatges, 151 eren l'habitatge principal de la família, 30 eren segones residències i 18 estaven desocupats. 163 eren cases i 34 eren apartaments. Dels 151 habitatges principals, 105 estaven ocupats pels seus propietaris, 38 estaven llogats i ocupats pels llogaters i 8 estaven cedits a títol gratuït; 3 tenien una cambra, 10 en tenien dues, 30 en tenien tres, 47 en tenien quatre i 61 en tenien cinc o més. 120 habitatges disposaven pel capbaix d'una plaça de pàrquing. A 68 habitatges hi havia un automòbil i a 65 n'hi havia dos o més.

### Piràmide de població
La piràmide de població per edats i sexe el 2009 era:
| Homes | Edats   | Dones |
| ----- | ------- | ----- |
| 0     | 95 o +  | 0     |
| 0     | 90 a 94 | 0     |
| 0     | 85 a 89 | 0     |
| 0     | 80 a 84 | 0     |
| 8     | 75 a 79 | 16    |
| 4     | 70 a 74 | 4     |
| 0     | 65 a 69 | 8     |
| 4     | 60 a 64 | 0     |
| 12    | 55 a 59 | 12    |
| 4     | 50 a 54 | 12    |
| 24    | 45 a 49 | 8     |
| 4     | 40 a 44 | 0     |
| 8     | 35 a 39 | 16    |
| 32    | 30 a 34 | 8     |
| 12    | 25 a 29 | 28    |
| 4     | 20 a 24 | 8     |
| 0     | 15 a 19 | 12    |
| 12    | 10 a 14 | 12    |
| 20    | 5 a 9   | 24    |
| 28    | 0 a 4   | 16    |

## Economia
El 2007 la població en edat de treballar era de 233 persones, 172 eren actives i 61 eren inactives. De les 172 persones actives 155 estaven ocupades (81 homes i 74 dones) i 17 estaven aturades (7 homes i 10 dones). De les 61 persones inactives 23 estaven jubilades, 15 estaven estudiant i 23 estaven classificades com a «altres inactius».

### Ingressos
El 2009 a Lect hi havia 145 unitats fiscals que integraven 374 persones, la mediana anual d'ingressos fiscals per persona era de 15.315 €.

### Activitats econòmiques
Dels 13 establiments que hi havia el 2007, 1 era d'una empresa alimentària, 5 d'empreses de fabricació d'altres productes industrials, 2 d'empreses de construcció, 1 d'una empresa de comerç i reparació d'automòbils, 1 d'una empresa de transport, 1 d'una empresa d'hostatgeria i restauració, 1 d'una empresa financera i 1 d'una empresa classificada com a «altres activitats de serveis».
Els 2 serveis als particulars que hi havia el 2009 eren paletes.
L'any 2000 a Lect hi havia 6 explotacions agrícoles.

## Equipaments sanitaris i escolars
El 2009 hi havia una escola elemental.

## Poblacions més properes
El següent diagrama mostra les poblacions més properes.